# Sint-Petruskerk (Heidelberg-Kirchheim)
De Sint-Petruskerk (St. Peter) is een rooms-katholieke parochiekerk van het Heidelberger Stadtteil Kirchheim. De kerk werd in de jaren 1908-1909 in neoromaanse stijl gebouwd en is aan de apostel Petrus gewijd.

## Geschiedenis
Het tot 1920 zelfstandige dorp Kirchheim was sinds de reformatie een protestants dorp. De oude dorpskerk, die na de verwoesting tijdens de Paltse Successieoorlog werd verwoest, was in gebruik door de protestantse gemeente.
In het jaar 1888 werd in het katholieke schoolgebouw voor het eerst sinds 1562 weer een heilige mis gevierd. Twee decennia later zou een nieuwe door Ludwig Maier ontworpen katholieke kerk worden gebouwd. Alhoewel de kerk in 1909 werd voltooid, vond de consecratie pas in 1914 plaats. Het patrocinium van de apostel Petrus verwijst naar de vroegere banden met het bisdom Worms.

## Architectuur
Net als de andere Heidelberger gebouwen van Maier werd ook Sint-Petruskerk in neoromaanse stijl uitgevoerd, die zich hier met Rijnlandse invloeden laat gelden. Vanwege stedebouwkundige redenen heeft de kerk een noordelijke oriëntatie. De kerk betreft een drieschepige basiliek zonder transept met een halfronde apsis. De markante toren met spits werd ter zijde van het koor aangebouwd.
De gevel en overige buitenmuren zijn versierd met lisenen en rondboogfriezen.

## Interieur

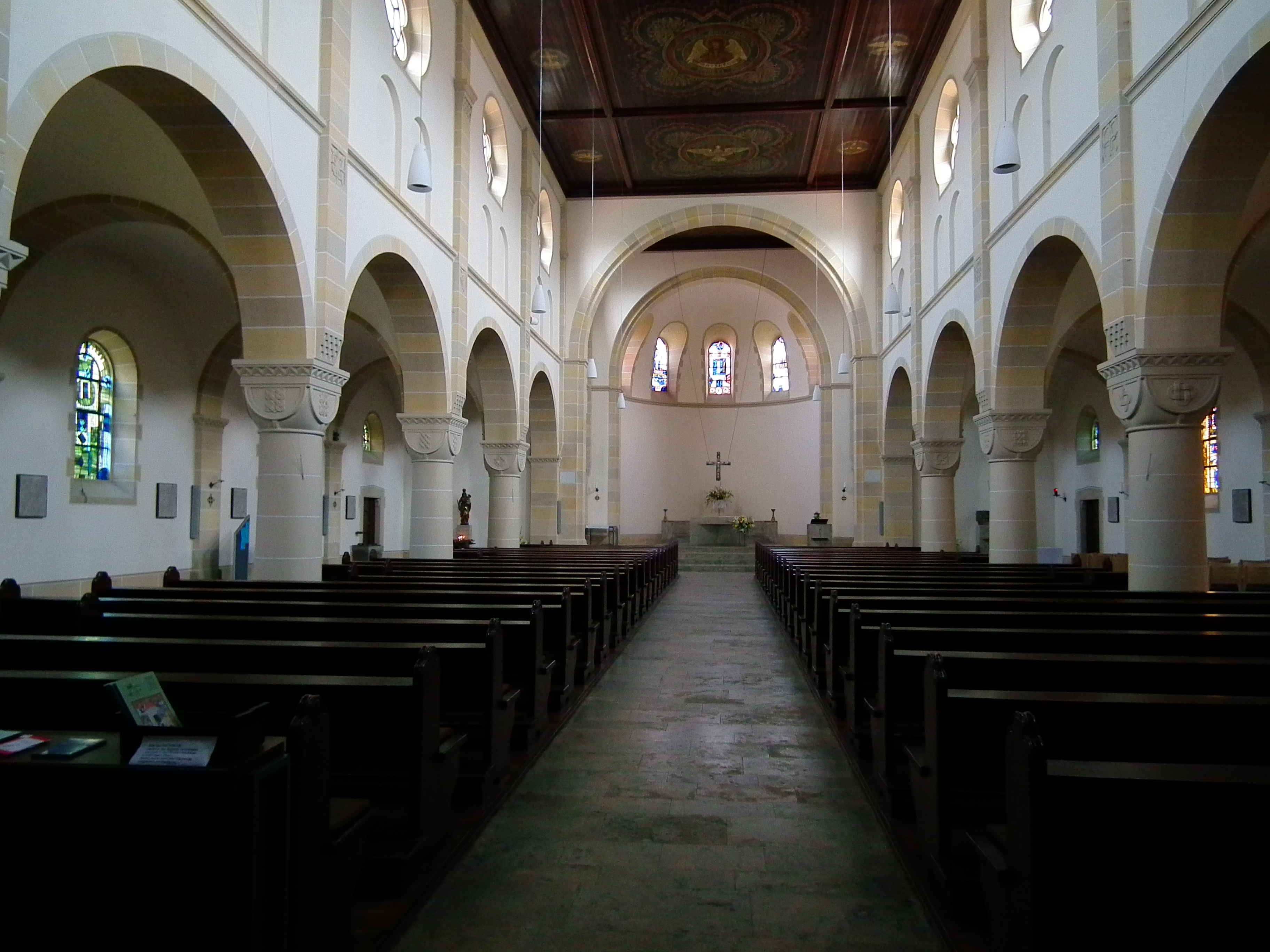
Interieur

De massieve pilaren in de kerk hebben teerlingkapitelen. Van het oorspronkelijke interieur uit de bouwperiode bleven slechts de schilderwerken van Anton Glassen op het vlakke plafond van de apostelen Petrus en Paulus alsook de symbolen van de evangelisten bewaard. In 1963-1964 werd het oorspronkelijke neoromaanse interieur verwijderd. Altaar, tabernakel, ambo en kruisweg zijn modern, de ramen werden door Herbert Kämper ontworpen.
In het linker zijschip bevindt zich een barokke Madonna.